# Lantenot
Lantenot é uma comuna francesa na região administrativa de Borgonha-Franco-Condado, no departamento de Alto Sona. Estende-se por uma área de 8,26 km². Em 2010 a comuna tinha 359 habitantes (densidade: 43,5 hab./km²).